# Kubaba
Kubaba est la déesse reine de la ville antique de Karkemish, parèdre du dieu de l'orage.
C'est une divinité de la fertilité. Elle joue un rôle dans les textes louvites et un rôle mineur dans les textes hittites, principalement dans les rites religieux hourrites.
Plus tard, son culte se répandit et elle devint la déesse principale des royaumes anatoliens postérieurs aux Hittites, puis d'Hattousa. Elle est probablement à l'origine de la divinité phrygienne Cybèle.

## Hommage
Kubaba est l'une des 1 038 femmes dont le nom figure sur le socle de l'œuvre contemporaine The Dinner Party de Judy Chicago. Elle y est associée à la déesse Ishtar, troisième convive de l'aile I de la table.